# 顧杲
顧杲（?—?），字子方，明朝南直無錫人，復社人物。寺卿顧憲成之從子。

## 生平
工書法，與吳門楊廷樞同社，酒後與貴池吳應箕談論天下事，輒痛哭；哭罷，輒狂歌。崇禎十一年（1638年），顧杲與餘姚黃宗羲、長洲楊廷樞等發佈聲討閹黨餘孽阮大鋮罪行的《留都防亂公揭》，列名第一，曰：“杲等读圣人之书，明讨贼之义。事出公论，言与愤俱，但知为国除奸，不惜以身贾祸。大铖饮恨刺骨，而东林复社之仇，在必报矣。”。後來又寫檄文攻擊魏忠賢，致激眾，死於義閶門。